# Seil (Einheit)
Der (das) Seil war ein Längenmaß. Dem Zweck entsprechend  wurde es als Landseil, Teichseil, Waldseil und Weinbergsseil bezeichnet. Die Längen dieser Maße waren unterschiedlich. Bei Vermessen von Flächen wurde es zum Acker- und Feldmaß.
In der Provinz Westpreußen  entsprach ein Seil der Länge von 10 Ruten oder 150 Fuß. Die Meile hatte 180 Seil, das  waren  4500 Faden/Klafter = 27.000 Fuß oder 24.685 Fuß (preuß.). Der alte Danziger Fuß mit 12 Zoll Länge  war gleich  0,9141 Fuß (preuß.)
In Böhmen sind die Seilmaße mindestens seit 1588 bekannt. Ab 1760 wurden die niederösterreichischen Maße und Gewichte auf Veranlassung der Kaiserin Maria Theresia eingeführt. Diese alten Maße waren aber dennoch in Gebrauch.
Im Königreich Böhmen hatte das Seil im Einzelnen diese Maße:
- 1 Landseil = 52 Ellen, etwa 30,95 Meter
- Flächenmaß war Länge 3 Landseile = 156 Ellen und Breite 1 Landseil = 52 Ellen ergab einen Morgen
- 1 Weinbergsseil = 64 Ellen (böhm.) = 117 Pariser Fuß = 38 Meter[3]
- 1 Waldseil = 42 Ellen (böhm.) = 76  ¾ Pariser Fuß = 24,948 Meter[4]
- 1 Teichseil = 22 Ellen

Zu Grunde lag die Böhmische Elle mit 0,59518 Meter. Nach Pierer hatte 1 Waldseil = 52 Ellen (böhm.)
- Die Böhmische Meile hatte 365 Landseile.

Der alte Weinbergsseil hatte ursprünglich  nur 7 Ellen.
Unter Ottokar II. waren 42 Ellen ein Landseil und 25 Landseile = 5 Morgen oder  Gewend = 1 Rute. Ein Gewend(e) war eine Fläche, die mit einem Strich Korn gesät werden konnte. 
Die Genauigkeit der Maße lässt sich aus diesem Zitat  ableiten:
Die „Böheimische Landsordnung“ vom Jahre 1617 besagt zwar auch: „Ein Land- oder Waldseil soll 42 Ellen sein und wenn man misset, so soll man zu einem jeden Seil ein Gottberath zugeben, d.i. zwei Querhand oder soll das Seil und diese zwei Querhänd desto länger sein.“ 